# Folkteatern, Helsingfors
Folkteatern var en teater i Helsingfors som tillkom 1899 på initiativ av Jonatan Reuter och andra anhängare av den inhemska teateridén. 
Teatern, som grundades och i början leddes av Eugène Nygrén och Anton Franck, disponerade Studenthusets sal några kvällar i veckan. Folkteatern vände sig till den breda publiken med en folklig repertoar, som dock blev mera krävande sedan Folkteatern 1902 flyttat in i Arkadiateatern. Då denna utdömdes, blev teatern från januari 1907 inrymd i Svenska Teatern. Folkteatern och Svenska Teatern blev 1913 i princip likställda. Den förstnämnda, som därefter i tre år bar namnet Svenska Teaterns inhemska avdelning, bidrog efter teaterns nationalisering 1916 med en stor del av de inhemska artisterna.